# 小行星1074
小行星1074（1074 Beljawskya）是一颗围绕太阳公转的小行星。1925年1月26日，谢尔盖·别利亚夫斯基在克里米亚发现了此天体。
該小行星以發現者謝爾蓋·別利亞夫斯基命名。
这颗小行星的绝对星等为10.26等。